# 1126
| [ Edytuj tabelę ]          |                                                             |
| Książę Polski              | - 1102 Bolesław Krzywousty 1138                             |
| Król Angkoru               | - 1113 Surjawarman II 1150                                  |
| Król Anglii                | - 1100 Henryk I 1135                                        |
| Król Aragonii i Nawarry    | - 1104 Alfons I Waleczny 1134                               |
| Hrabia Barcelony           | - 1082 Rajmund Berengar III Wielki 1131                     |
| Książę Bawarii             | - 1120 Henryk IX Czarny 1126 - 1126 Henryk X Pyszny 1139    |
| Książę Burgundii           | - 1102 Hugo II 1143                                         |
| Cesarz Bizancjum           | - 1118 Jan II Komnen 1143                                   |
| Cesarz Chin                | - 1126 Song Qinzong 1127                                    |
| Książę Czech               | - 1125 Sobiesław I 1140                                     |
| Król Danii                 | - 1104 Niels Stary 1134                                     |
| Władca Egiptu              | - 1101 Al-Amir 1130                                         |
| Król Francji               | - 1108 Ludwik VI Gruby 1137                                 |
| Król Gruzji                | - 1125 Dymitr I 1156                                        |
| Hrabia Holandii            | - 1121 Dirk VI 1157                                         |
| Cesarz Japonii             | - 1123 Sutoku 1141                                          |
| Kalif                      | - 1118 Al-Mustarszid 1135                                   |
| Król Kastylii              | - 1109 Urraka Kastylijska 1126 - 1126 Alfons VII 1157       |
| Wielki książę Kijowa       | - 1125 Mścisław I Harald 1132                               |
| Patriarcha Konstantynopola | - 1111 Jan IX Agapet 1134                                   |
| Władca Korei               | - 1122 Injong 1146                                          |
| Państwo Almorawidów        | - 1106 Ali ibn Jusuf 1143                                   |
| Król Norwegii              | - 1103 Sigurd I Krzyżowiec 1130                             |
| Książę Obodrzyców          | - 1093 Henryk Gotszalkowic 1127                             |
| Hrabia Palatynatu          | - 1113 Gotfryd z Kalw 1129                                  |
| Papież                     | - 1124 Honoriusz II 1130                                    |
| Hrabia Portugalii          | - 1112 Alfons I Zdobywca 1139 - 1112 Teresa (regentka) 1128 |
| Sułtan Rumu                | - 1116 Masud I 1156                                         |
| Książę Rusi halickiej      | - 1124 Iwan I 1141                                          |
| Książę Saksonii            | - 1106 Lotar III 1127                                       |
| Sułtan Wielkich Seldżuków  | - 1118 Ahmad Sandżar 1157                                   |
| Król Szkocji               | - 1124 Dawid I Szkocki 1153                                 |
| Król Szwecji               | - 1125 Ragnvald Okrągłogłowy i Magnus Nilsson 1130          |
| Doża Wenecji               | - 1117 Domenico Michiel 1130                                |
| Król Węgier                | - 1116 Stefan II 1131                                       |

Rok 1126 / MCXXVI
stulecia: XI wiek ~
XII wiek ~
XIII wiek

lata: 1116 «
1121 «
1122 «
1123 «
1124 «
1125 «
1126
» 1127
» 1128
» 1129
» 1130
» 1131
» 1136

## Rok 1126 ustanowiono
- po raz pierwszy w historii Rokiem Świętym Jakubowym.

## Wydarzenia na świecie
- 18 stycznia – abdykacja Huizonga, cesarza Chin.
- 18 lutego – w bitwie pod Chlumcem książę czeski Sobiesław pokonał wojska króla niemieckiego Lotara III.
- 8 marca – Alfons VII został królem Leónu i Kastylii.
- Cesarze chińscy przenieśli stolicę do Hangzhou w związku z najazdem ludów północnych.

## Urodzili się
- wrzesień – Piotr I de Courtenay, najmłodszy syn Ludwika VI Grubego, króla Francji (zm. 1183)
- Awerroes, teolog, lekarz, prawnik, polityk i matematyk arabski z Kordowy (zm. 1198)

## Zmarli
- 10 lutego – Wilhelm IX Trubadur, książę Akwitanii i Gaskonii, poeta, uważany za pierwszego historycznego trubadura (ur. 1071)
- 1 września – Świętosława Swatawa, siostra Bolesława Śmiałego, córka Kazimierza Odnowiciela i Marii Dobroniegi (ur. w latach 1041–1048)